# Juvecaserta Basket 2012-2013
Questa voce raccoglie le informazioni riguardanti la Juvecaserta Basket nelle competizioni ufficiali della stagione 2012-2013.

## Verdetti
- Serie A:
  - stagione regolare: 9º posto su 18 squadre.

## Stagione
La stagione 2012-2013 della Juvecaserta Basket, senza sponsorizzazione, è la 16ª nel massimo campionato italiano di pallacanestro, la Serie A.
All'inizio della nuova stagione la Lega Basket decise di modificare il regolamento riguardo al numero di giocatori stranieri da schierare contemporaneamente in campo. Si decise così di optare per la scelta della formula con 5 giocatori stranieri senza vincoli.

## Roster
| Giocatori |
| --------- |

|    | Naz.                | Ruolo | Sportivo           | Anno | Alt. | Peso |  |
| -- | ------------------- | ----- | ------------------ | ---- | ---- | ---- |  |
| 7  | Italia (bandiera)   | PG    | Giuliano Maresca   | 1981 | 192  | 86   |  |
| 8  | Lituania (bandiera) | AP    | Žygimantas Jonušas | 1982 | 199  | 96   |  |
| 9  | Italia (bandiera)   | G     | Marco Mordente     | 1979 | 192  | 92   |  |
| 10 | Italia (bandiera)   | G     | Domenico Marzaioli | 1991 | 185  | 80   |  |
| 15 | Italia (bandiera)   | AC    | Andrea Michelori   | 1978 | 202  | 114  |  |
| 17 | Nigeria (bandiera)  | C     | Deji Akindele      | 1983 | 216  | 109  |  |
| 22 | Italia (bandiera)   | P     | Stefano Gentile    | 1989 | 191  | 90   |  |
| 24 | Italia (bandiera)   | A     | Dario Cefarelli    | 1993 | 193  | 84   |  |
| 31 | Serbia (bandiera)   | AG    | Stevan Jelovac     | 1989 | 208  | 106  |  |
| -  | Italia (bandiera)   | PG    | Giovanni Marini    | 1995 | 182  | 78   |  |
| -  | Italia (bandiera)   | G     | Antonio Salzillo   | 1995 | 190  | 85   |  |
| -  | Italia (bandiera)   | G     | Pierpaolo Orabona  | 1996 | 189  |      |  |

| Staff tecnico                    |
| -------------------------------- |
| Allenatore: Stefano Sacripanti   |
| Assistente: Massimiliano Oldoini |

| Giocatori acquisiti a stagione in corso |
| --------------------------------------- |

|    | Naz.                                       | Ruolo | Sportivo      | Anno | Alt. | Peso |  |
| -- | ------------------------------------------ | ----- | ------------- | ---- | ---- | ---- |  |
| 16 | Stati Uniti (bandiera) · Grecia (bandiera) | PG    | Dan Mavraides | 1988 | 193  | 95   |  |
| 20 | Italia (bandiera)                          | A     | Luigi Sergio  | 1988 | 198  | 95   |  |

| Giocatori ceduti a stagione in corso |
| ------------------------------------ |

|    | Naz.                   | Ruolo | Sportivo       | Anno | Alt. | Peso |  |
| -- | ---------------------- | ----- | -------------- | ---- | ---- | ---- |  |
| 13 | Stati Uniti (bandiera) | P     | Nic Wise       | 1987 | 178  | 82   |  |
| 4  | Stati Uniti (bandiera) | G     | Eric Chatfield | 1979 | 192  | 92   |  |

## Mercato

### Sessione estiva
| Acquisti | Acquisti           | Acquisti         | Acquisti   | Acquisti |
| R.       | Nome               | da               | Modalità   |          |
| -------- | ------------------ | ---------------- | ---------- | -------- |
| AP       | Žygimantas Jonušas | Phoenix Hagen    | definitivo |          |
| G        | Marco Mordente     | Virtus Roma      | definitivo |          |
| AG       | Stevan Jelovac     | Antalya Kepez    | definitivo |          |
| AC       | Andrea Michelori   | Mens Sana Siena  | definitivo |          |
| C        | Deji Akindele      | Jiangsu M. Kings | definitivo |          |
| PG       | Stefano Gentile    | Junior Casale    | definitivo |          |
| G        | Eric Chatfield     | Paris-Levallois  | definitivo |          |
| P        | Nic Wise           | Le Havre         | definitivo |          |

| Cessioni | Cessioni           | Cessioni          | Cessioni       | Cessioni |
| R.       | Nome               | a                 | Modalità       |          |
| -------- | ------------------ | ----------------- | -------------- | -------- |
| P        | Andre Collins      | Gaziantep BŞB     | fine contratto |          |
| AG       | Andre Smith        | Kr. Kryl. Samara  | fine contratto |          |
| AP       | Alex Righetti      | Basket Ferentino  | fine contratto |          |
| C        | Andrija Stipanović | Vanoli Cremona    | fine contratto |          |
| A        | David Lončarević   | Napoli Basketball | fine contratto |          |
| P        | Jakub Kudláček     | Pall. Reggiana    | fine prestito  |          |
| A        | Aaron Doornekamp   | Braunschweig      | fine contratto |          |
| G        | Charlie Bell       |                   | ritirato       |          |

### Dopo l'inizio della stagione
| Acquisti | Acquisti      | Acquisti          | Acquisti         | Acquisti   |
| R.       | Nome          | da                | Data             | Modalità   |
| -------- | ------------- | ----------------- | ---------------- | ---------- |
| PG       | Dan Mavraides | Scandone Avellino | 7 dicembre 2012  | prestito   |
| A        | Luigi Sergio  | Free agent        | 20 dicembre 2012 | definitivo |

| Cessioni | Cessioni       | Cessioni   | Cessioni        | Cessioni    |
| R.       | Nome           | a          | Data            | Modalità    |
| -------- | -------------- | ---------- | --------------- | ----------- |
| P        | Nic Wise       | Free agent | 18 ottobre 2012 | rescissione |
| G        | Eric Chatfield | Free agent | 8 novembre 2012 | rescissione |